# Chrysosplenium
Chrysosplenium (saxífraga daurada) és un gènere de 57 espècies de plantes amb flors dins la família Saxifragàcia. Es troben de l'àrtic a les zones de clima temperat de l'hemisferi nord amb la màxima diversitat a Âsia oriental; dues espècies es troben a Amèrica del sud en un cas de distribució disjunta.
Són plantes herbàcies i perennes que arriben a fer 20 cm d'alt, normalment creixen en boscos humits i ombrívols. Les fulles són arrodonides de nerviació palmada amb el mare lobulat;poden tenir disposició oposada o alternada. Les flors són menudes grogues o groguenques, amb quatre pètals la florida és al principi de la primavera que és quan i ha més llum en el bosc caducifoli.

## Algunes espècies amb indicació de les autòctones dels Països Catalans[2]
- Chrysosplenium absconditicapsulum
- Chrysosplenium alpinum
- Chrysosplenium alternifolium Present als Pirineus catalans
- Chrysosplenium americanum (American Golden Saxifrage)
- Chrysosplenium axillare
- Chrysosplenium biondianum
- Chrysosplenium carnosum
- Chrysosplenium cavaleriei
- Chrysosplenium chinense
- Chrysosplenium davidianum
- Chrysosplenium delavayi
- Chrysosplenium dubium
- Chrysosplenium flagelliferum
- Chrysosplenium forrestii
- Chrysosplenium fuscopuncticulosum
- Chrysosplenium giraldianum

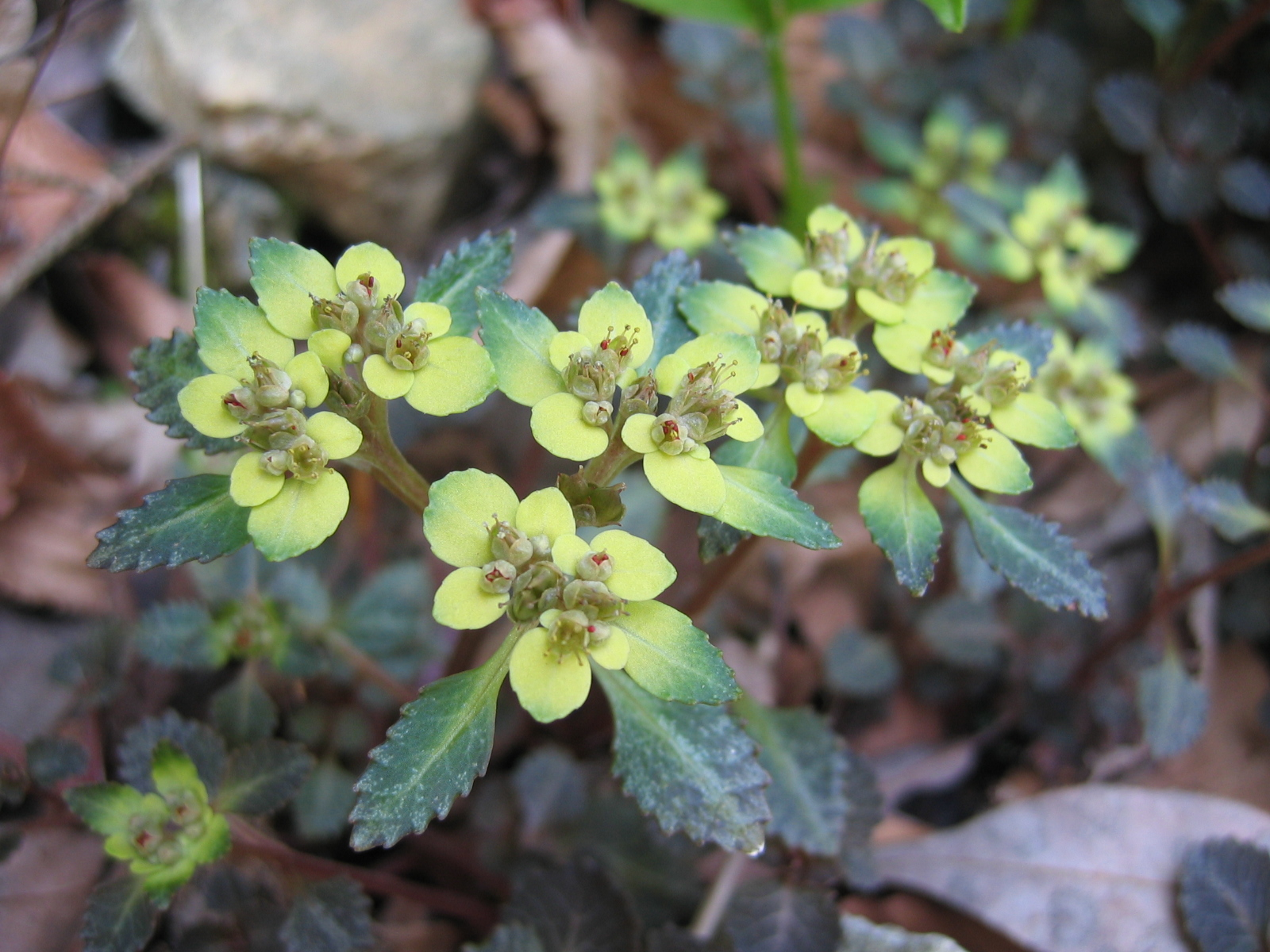
Chrysosplenium macrostemon

- Chrysosplenium glechomifolium (Pacific Golden Saxifrage)
- Chrysosplenium glossophyllum
- Chrysosplenium griffithii
- Chrysosplenium hebetatum
- Chrysosplenium hydrocotylifolium
- Chrysosplenium iowense (Iowa Golden Saxifrage)
- Chrysosplenium japonicum
- Chrysosplenium jienningense
- Chrysosplenium lanuginosum
- Chrysosplenium lectus-cochleae
- Chrysosplenium lixianense
- Chrysosplenium macranthum

- Chrysosplenium macrophyllum
- Chrysosplenium microspermum
- Chrysosplenium nepalense
- Chrysosplenium nudicaule

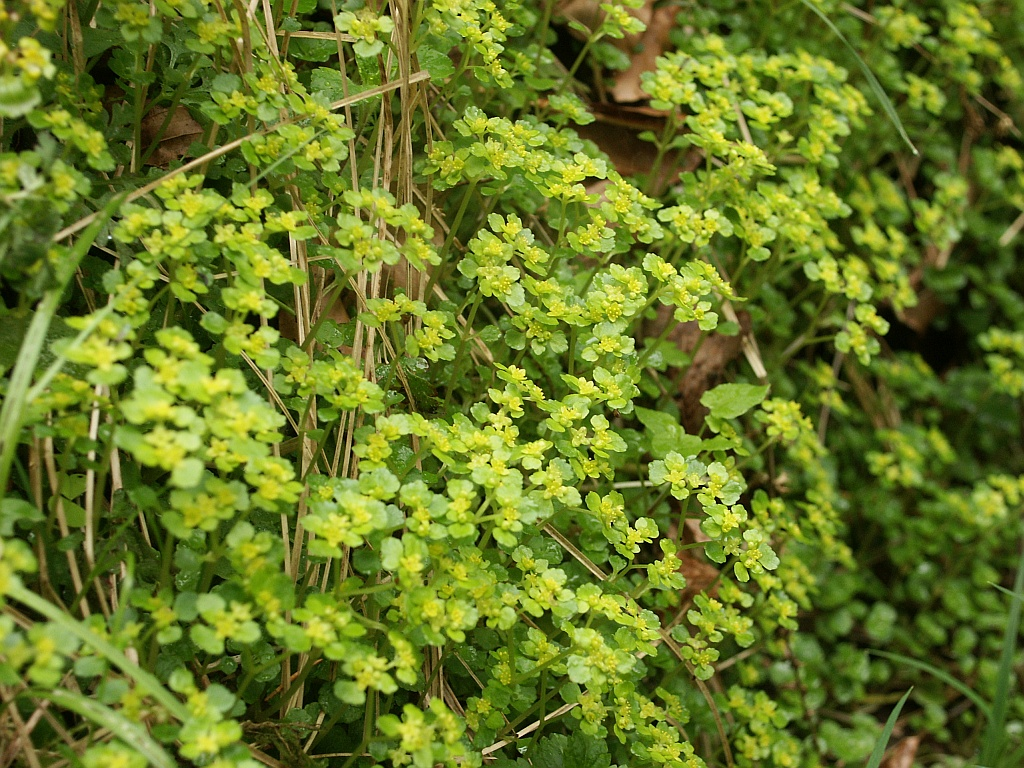
Chrysosplenium oppositifolium

- Chrysosplenium oppositifolium (Crisospleni comú, present a Catalunya)
- Chrysosplenium oxygraphoides
- Chrysosplenium pilosum
- Chrysosplenium pseudopilosum
- Chrysosplenium qinlingense
- Chrysosplenium ramosum

- Chrysosplenium serreanum
- Chrysosplenium sikangense
- Chrysosplenium sinicum
- Chrysosplenium taibaishanense
- Chrysosplenium tenellum
- Chrysosplenium trichospermum

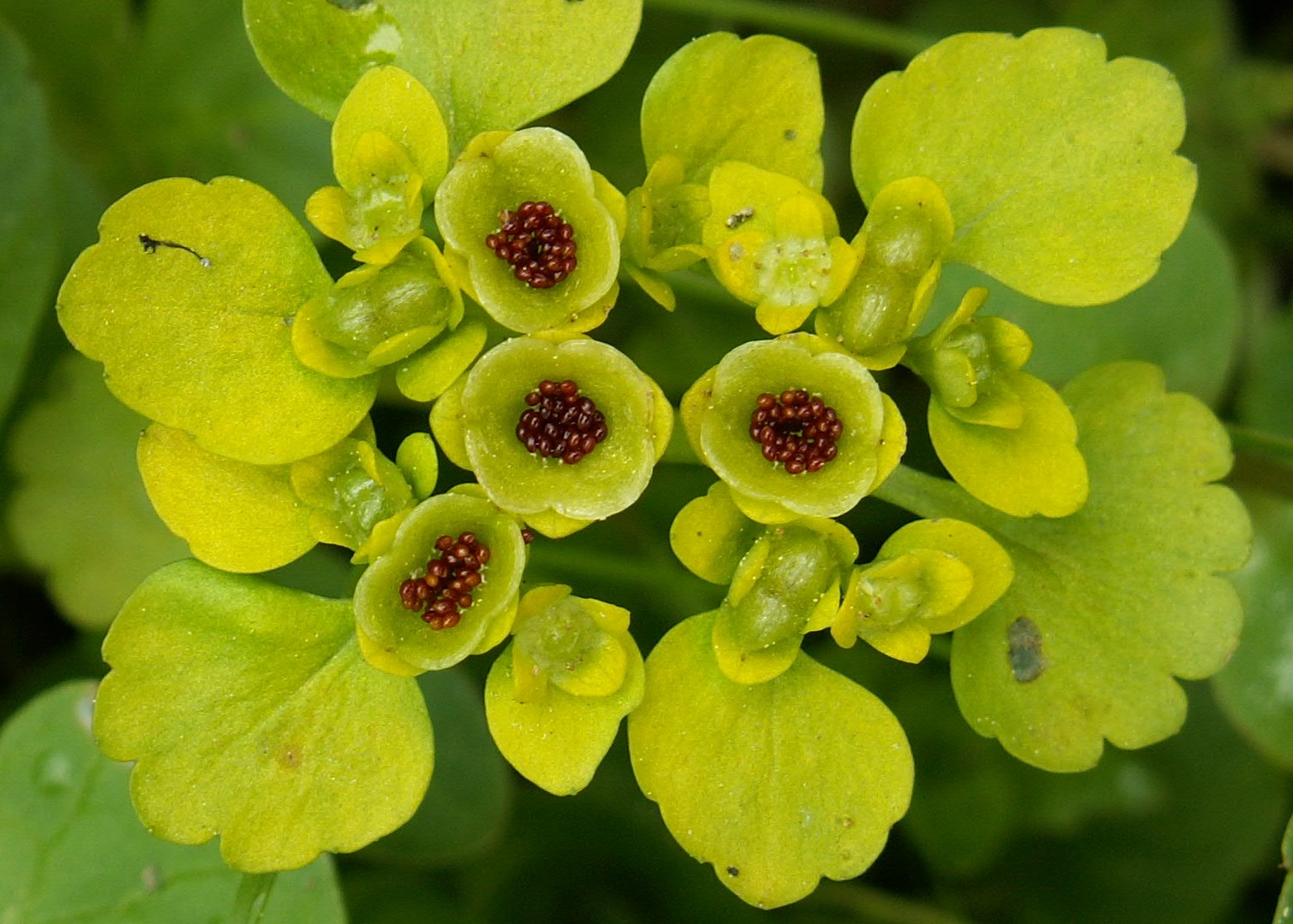
Chrysosplenium alternifolium, amb les llavors

- Chrysosplenium tetrandrum (Northern Golden Saxifrage)
- Chrysosplenium uniflorum
- Chrysosplenium valdivicum
- Chrysosplenium wrightii (Wright's Golden Saxifrage)
- Chrysosplenium wuwenchenii